# Szachiści
Szachiści – rzeźba plenerowa zlokalizowana w środkowej części wrocławskiej Wyspy Bielarskiej, w obrębie Starego Miasta.

## Historia
Konstruktywistyczna rzeźba była pierwotnie pracą wystawienniczą Łucji Skomorowskiej i pochodziła z 1964. Artystka wykonała ją z blachy stalowej techniką spawania. W 1977 zakupiły ją śródmiejskie zakłady pracy, ale z czasem zaczęła niszczeć w plenerze (częściowo ją rozgrabiono) i w 1986 oryginał został zastąpiony kopią z piaskowca wykonaną przez Ryszarda Gluzę i Zbigniewa Majchrzaka. Dzieło stoi na niskim cokole z betonu z wtopioną, ceramiczną planszą szachową z kafelków. Postument przeszedł remont w 2014.
Rzeźba ukazuje dwóch graczy, mężczyzn, siedzących po dwóch stronach planszy do gry w szachy. Sylwetki są pochylone, widoczne jest skupienie graczy.
W pobliżu stoi rzeźba „Sokrates” dłuta Stanisława Netswoldowa.